# Siebzehn (Film)
Siebzehn ist ein österreichischer Spielfilm aus dem Jahr 2017 von Monja Art. Die Premiere erfolgte im Rahmen des 38. Filmfestivals Max Ophüls Preis, wo der Film mit dem Max Ophüls Preis 2017 ausgezeichnet wurde. In Österreich wurde der Film am 29. März 2017 auf der Diagonale aufgeführt. Der Kinostart erfolgte in Deutschland am 27. April 2017 und in Österreich am 28. April 2017.

## Handlung
Der Film erzählt von der ersten Liebe, sexueller und emotionaler Orientierung und dem Gefühlschaos in der Pubertät. Die Handlung spielt teils in einem österreichischen Internat. Die 17-jährige Paula ist eine überdurchschnittlich gute Schülerin und heimlich in ihre Klassenkameradin Charlotte verliebt, Charlotte ist allerdings mit Michael liiert. Paula lässt sich daher u. a. mit ihrem leicht nerdigen Schulkollegen Tim ein, um sich von ihrem Liebeskummer abzulenken. Tim aber hegt echte Gefühle für Paula. Als sie diese nicht erwidert, versucht er später, sich umzubringen.
Paula weiß allerdings nicht, dass auch Charlotte oft an sie denken muss. Die beiden Mädchen kommen sich näher. Schließlich trennt sich Charlotte von Michael. Währenddessen versucht Paulas Bekannte, die stets Aufmerksamkeit suchende Lilli, Paula zu verführen. Dabei geht es ihr aber mehr darum, mit den Gefühlen von Paula zu spielen. Die beiden Mädchen schlafen miteinander. Als Charlotte in der Schule davon erfährt, flüchtet sie aus dem Unterricht. Paula stellt Lilli auf einer Party zur Rede und ertränkt sie fast in einem See.

## Stilmittel
Der Film arbeitet immer wieder mit fiktiven Gedankensequenzen der Protagonisten und zeigt zum Beispiel, wie Paula sich wünscht, Charlotte zu küssen. Eine weitere Eigenheit sind in Filmszenen eingestreute Grafiken, die meist Chatnachrichten oder Social-Media-Beiträge zeigen.

## Produktion
Die Dreharbeiten fanden im Sommer 2015 in Niederösterreich statt, gedreht wurde unter anderem in der HTL Wiener Neustadt und am Bundesgymnasium Babenbergerring, in Katzelsdorf und Hochwolkersdorf sowie in Lanzenkirchen, dem Heimatort der Regisseurin und Drehbuchautorin Monja Art.
Unterstützt wurde der Film vom Österreichischen Filminstitut, von Filmstandort Austria und dem Land Niederösterreich, beteiligt war der Österreichische Rundfunk. Produziert wurde der Film von Orbrock Film. Für den Ton zeichnete Hjalti Bager-Jonathansson verantwortlich, für das Kostümbild Christine Ludwig und für das Szenenbild Conrad Reinhardt. Bei dem Film handelt es sich um den ersten langen Spielfilm von Monja Art.

## Auszeichnungen und Nominierungen
- 2013: Diagonale – Carl-Mayer-Drehbuchpreis[8]
- 2017: Filmfestival Max Ophüls Preis – Hauptpreis und Preis für die beste Nachwuchsschauspielerin (Elisabeth Wabitsch)[3]
- 2017: Thomas-Pluch-Drehbuchpreis – Spezialpreis der Jury[10]
- 2017: DACHS-Drehbuchpreis (Fünf Seen Filmfestival)[11]
- 2018: Österreichischer Filmpreis 2018 – Nominierung in der Kategorie Bester Spielfilm[12]
- 2018: Romyverleihung 2018 – Nominierung in den Kategorien Beste Regie Kinofilm, Bestes Buch Kinofilm und Bester Nachwuchs weiblich (Elisabeth Wabitsch)[13]

## Kritik
„Was Regisseurin Monja Art mit ihrem ersten Langspielfilm gelungen ist, schaffen viele Filmemacher in ihrem ganzen Leben nicht – nämlich eine Atmosphäre zu kreieren, die einem das Gefühl gibt, wie in einem Tagtraum Teil der Handlung zu sein.“

„Eine vergleichbare Mischung aus Zeitlosigkeit und Gegenwartsnähe – und das ohne die Anbiederung an einen angeblichen Zeitgeist – muss man im deutschen Kino (und Coming-of Age-Film) lange suchen.“

„Das alles wird auch zur Leistung der Regisseurin Monja Art, die diesen Film derart professionell abdrehte, dass man sie leicht als alten Hasen im österreichischen Filmbusiness missverstehen könnte.“